# Obwódka rzęskowa

1. twardówka, 2. naczyniówka, 3. zatoka żylna twardówki, 4. wyrostek rzęskowy, 5. rogówka, 6. tęczówka, 7. źrenica, 8. komora przednia gałki ocznej, 9. komora tylna gałki ocznej, 10. ciało rzęskowe, 11. soczewka, 12. ciało szkliste, 13. siatkówka, 14. nerw wzrokowy, 15. obwódka rzęskowa.

Obwódka rzęskowa, obwódka Zinna, więzadełko rzęskowe, więzadło rzęskowe (łac. zonula ciliaris, zonula Zinni, ligamentum ciliare) – w anatomii człowieka pasma więzadłowe rozpięte w tylnej komorze oka utrzymujące soczewkę w jej położeniu i rozluźniające się poprzez skurcz mięśnia rzęskowego. Obwódka rzęskowa utworzona jest przez włókna obwódkowe, rozpoczynające się na powierzchni ciała rzęskowego, a kończące w torebce soczewki.
Nazwa eponimiczna upamiętnia niemieckiego anatoma Johanna Gottfrieda Zinna.

Dodatkowe obrazy
Schemat budowy anatomicznej oka. Obwódka rzęskowa (suspensory ligaments) widoczna po obu stronach soczewki (lens).
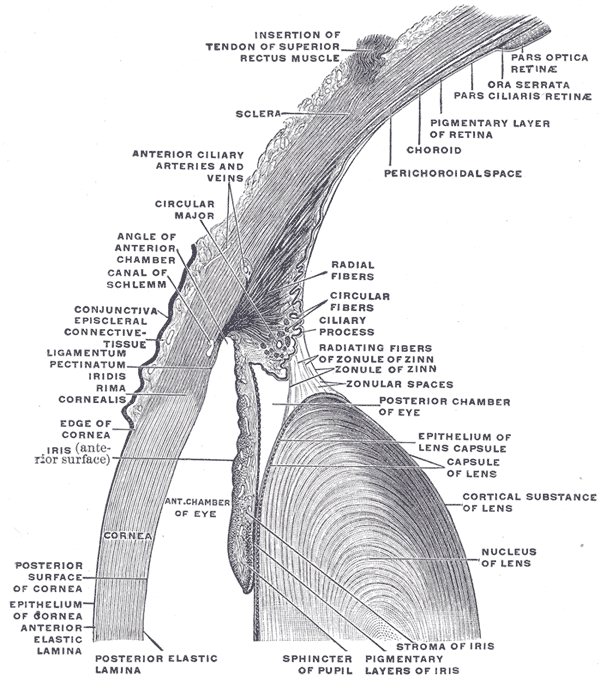
Górna połowa przekroju strzałkowego przez przednią część gałki ocznej. Obwódka rzęskowa (zonule of Zinn) widoczna w centrum.
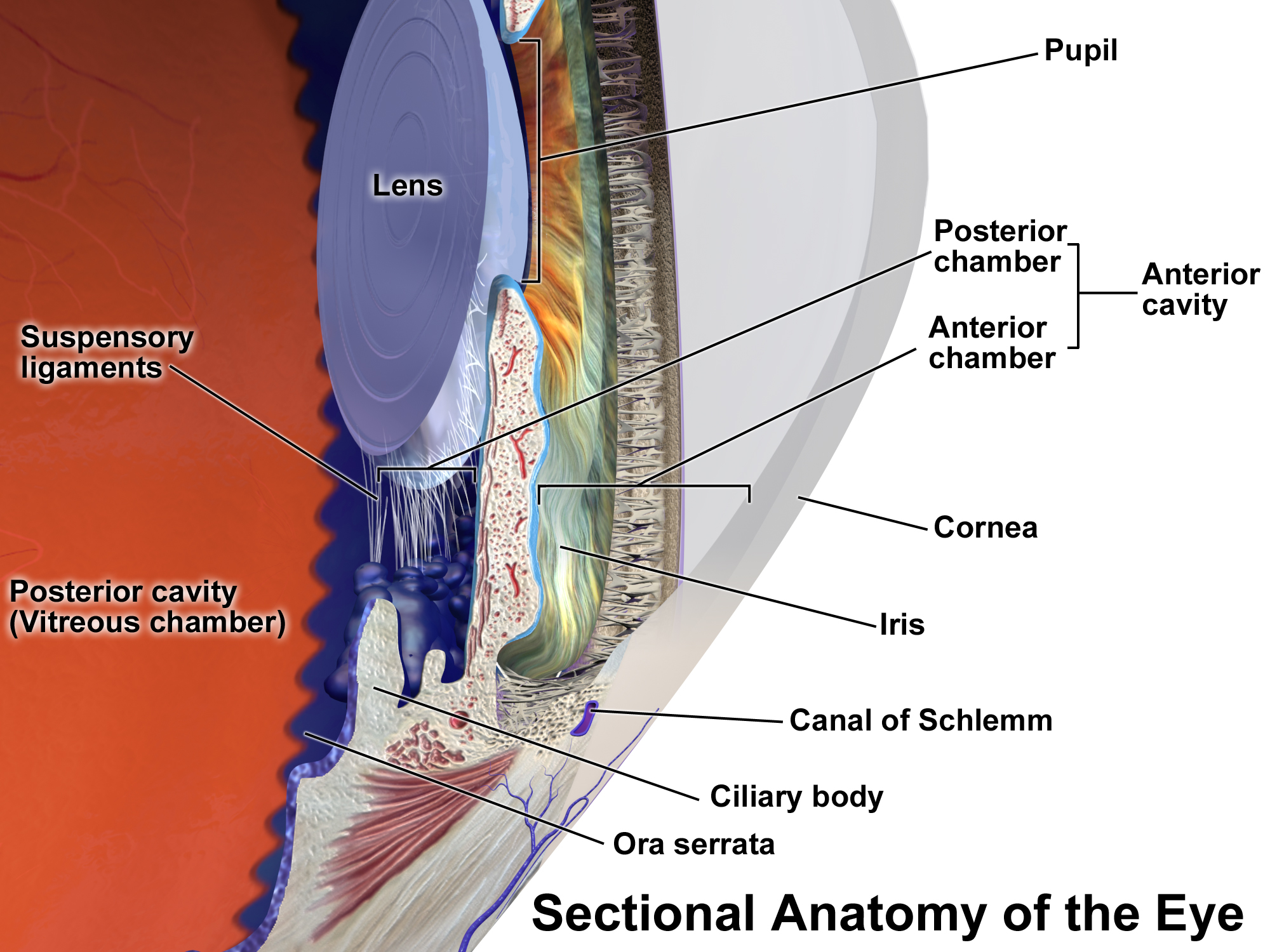
Anatomia przedniej części oka ludzkiego. Fragment obwódki rzęskowej (suspensory ligaments) widoczny jest pod soczewką (lens).